# Revue de Botanique Appliquée et d'Agriculture Tropicale
Revue de Botanique Appliquée et d'Agriculture Tropicale (abreviado Rev. Bot. Appl. Agric. Trop.) fue una revista con ilustraciones y descripciones botánicas que fue editada en París por el Muséum national d'histoire naturelle. Se publicaron 15 números desde el año 1929 hasta 1945. Fue precedida por Revue de botanique appliquee et d'agriculture coloniale y reemplazada por Revue international de botanique appliquée et d'agriculture tropicale.